# Route nationale 500
Pour les articles homonymes, voir N500 et Route 500.
La route nationale 500, ou RN 500, était une route nationale française reliant Firminy à Châteauneuf-de-Randon.
À la suite de la réforme de 1972 et de la modification du tracé de la RN 88, elle a été déclassée en RD 500, à l'exception du tronçon de Langogne à Châteauneuf-de-Randon qui a été renommé RN 88.

## Tracé
- Firminy (km 0)
- Saint-Just-Malmont (km 8)
- Saint-Didier-en-Velay (km 13)
- La Séauve-sur-Semène (km 16)
- Saint-Pal-de-Mons (km 22)
- Montfaucon-en-Velay (km 32)
- Tence (km 41)
- Mazet-Saint-Voy (km 52)
- Fay-sur-Lignon (km 62)
- Freycenet-la-Tour (km 82)
- Le Monastier-sur-Gazeille (km 88)
- Saint-Paul-de-Tartas (km 119)
- Pradelles où elle rejoignait la RN 102 (aujourd'hui RN 88) (km 122)
- Langogne (km 131)
- Baraque de Saint-Flour, commune de Saint-Flour-de-Mercoire
- Col de la Baraque de l'Air (1 200 m)
- L'Habitarelle, commune de Châteauneuf-de-Randon (km 149)